# Halil Pascha (Maler)

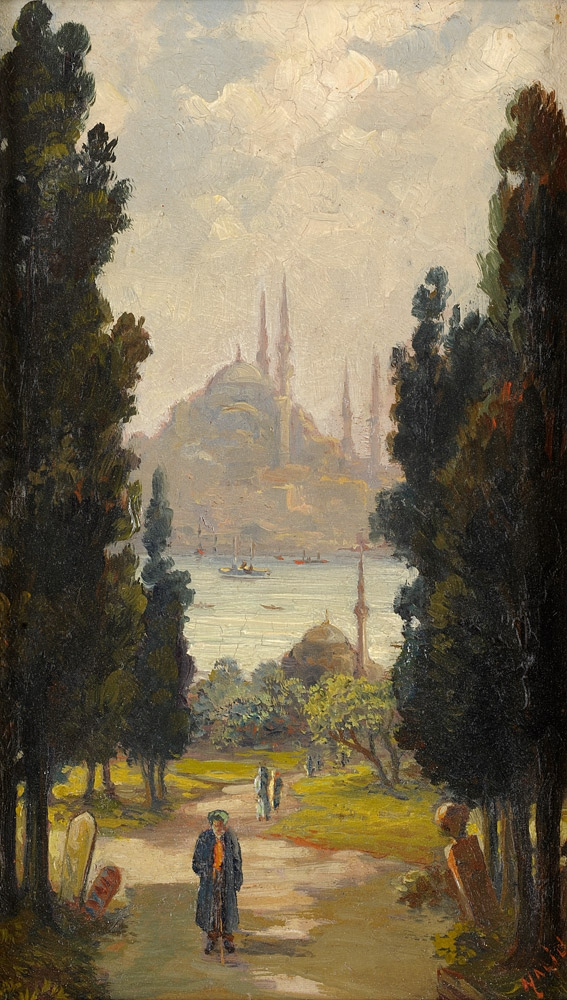
Blick auf Istanbul (um 1900)

Halil Pascha, auch Halil Bey, Halil Paşa, eigentlich Khalîl, (* in den 1850er-Jahren in Istanbul; † August 1939 ebenda) war ein türkischer Maler. Er gilt als einer der ersten türkischen Impressionisten.

## Leben
Halil Paschas Familie stammte von der Insel Rhodos. Sein Vater Selim war einer der Gründer der Militärakademie Kara Harp Okulu.
Wie viele an westlicher Kunst interessierte Maler der Türkei erhielt er eine Ausbildung in technischem Zeichnen und Malen an der "Mühendishane-i Berrî-i Hümâyûn" (Militärschule für Ingenieurwesen, heute Technische Hochschule Istanbul). Die Malerei war zu jener Zeit Bestandteil der osmanischen Offiziersausbildung, um das genaue Sehen und Beobachten zu schulen.
Während der Abschlussexamina wurden die Studenten normalerweise als Lehrer für Militärschulen verpflichtet, doch Halil Pascha bestand darauf, seine Ausbildung in Paris fortsetzen zu dürfen. Im Jahr 1880 willigte sein Vater ein und Halil Pascha studierte Malerei an der École des Beaux-Arts in der französischen Hauptstadt. Er arbeitete viele Jahre in den Ateliers von Jean-Léon Gérôme und Gustave Courtois. Seine Arbeiten präsentierte er erstmals bei der Pariser Weltausstellung im Jahr 1889 einem größeren Publikum und gewann sofort eine Bronzemedaille.
Nach seiner Rückkehr in die Türkei im Jahr 1889 wurde er Lehrer an einer Militärschule. Bei der Weltausstellung in Paris im Jahr 1900 stellte er sowohl im Grand Palais wie auch im Osmanischen Pavillon aus. Regelmäßig waren seine Werke auch im Konstantinopler Salon zu sehen.
Im Jahr 1906 erhielt er den Titel Pascha. Zwei Jahre später während des Beginns der zweiten osmanischen Verfassungsperiode beschloss er, im Range eines Obersts in Rente zu gehen und Privatlehrer zu werden. Später lehrte er auch an der „Sanayi-i Nefise Mekteb-i Alisi“ (dt. Akademie für Schöne Künste und Kunsthandwerk, heute Mimar Sinan Üniversitesi) und war dort von 1917 bis 1918 Rektor.
Während des Türkischen Befreiungskriegs ging er auf Einladung von Abbas II., dem letzten Khediven, nach Ägypten. Nach seiner Rückkehr lebte er lange als Gast im Istanbuler Palast des Khediven und unterhielt dort ein Atelier.

## Werk
Halil Pascha war im Gegensatz zu zeitgenössischen osmanischen Malern wie Osman Hamdi Bey, die eine stark akademische Malerei vertraten, überzeugter Impressionist. Für die Türkei neuartig war dabei das Malen nach der Natur außerhalb des Ateliers. Er war durch die Schule von Barbizon und den Impressionismus beeinflusst. Seine bevorzugten Sujets waren Seebilder, Stadt- und Küstenansichten und Motive aus dem Fischerleben. Die Werke sind stark von Stimmung und Atmosphäre geprägt.
Halil Pascha gilt als einer der wichtigsten Maler der Jahrhundertwende in der Türkei. Er war der erste der sogenannten „Soldatenmaler“, der sich als Offizier ausschließlich der Malerei widmete.

## Gemälde
Im Sakıp Sabancı Müzesi in Istanbul sind folgende Gemälde ausgestellt:

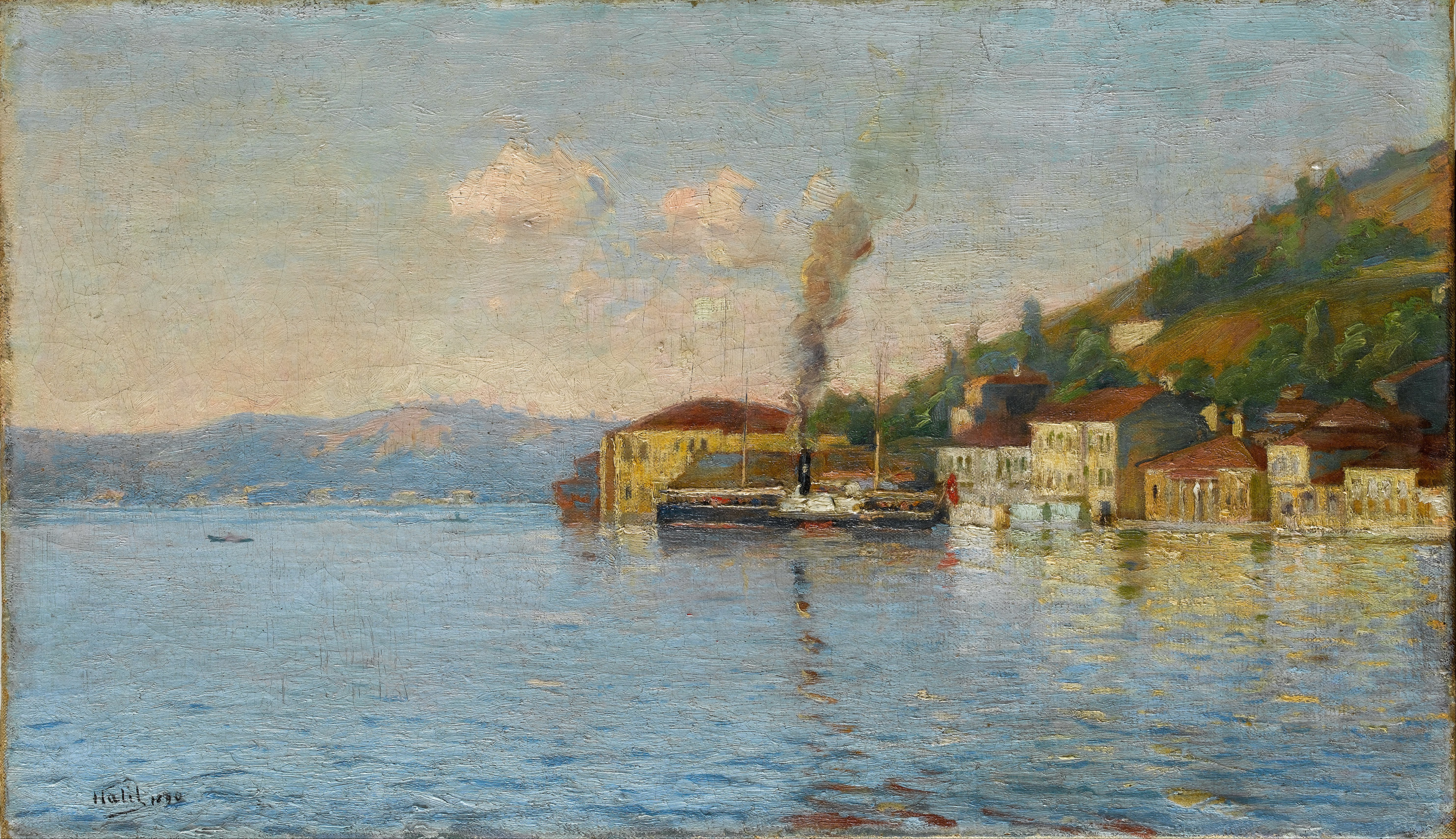
Çengelköy – Eiserner Steg am Bosporus (1890)
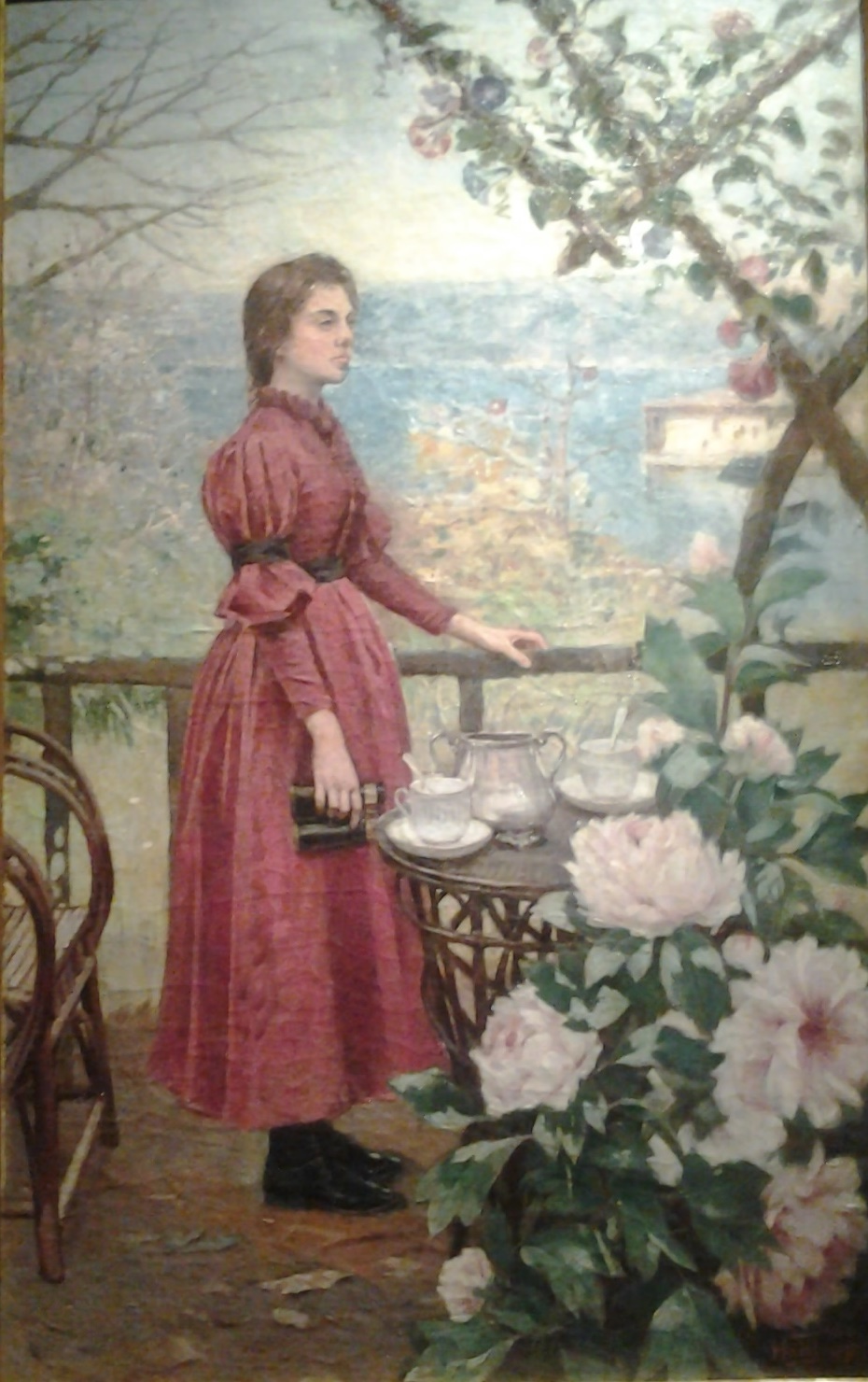
Frau mit Pfingstrosen (1898)
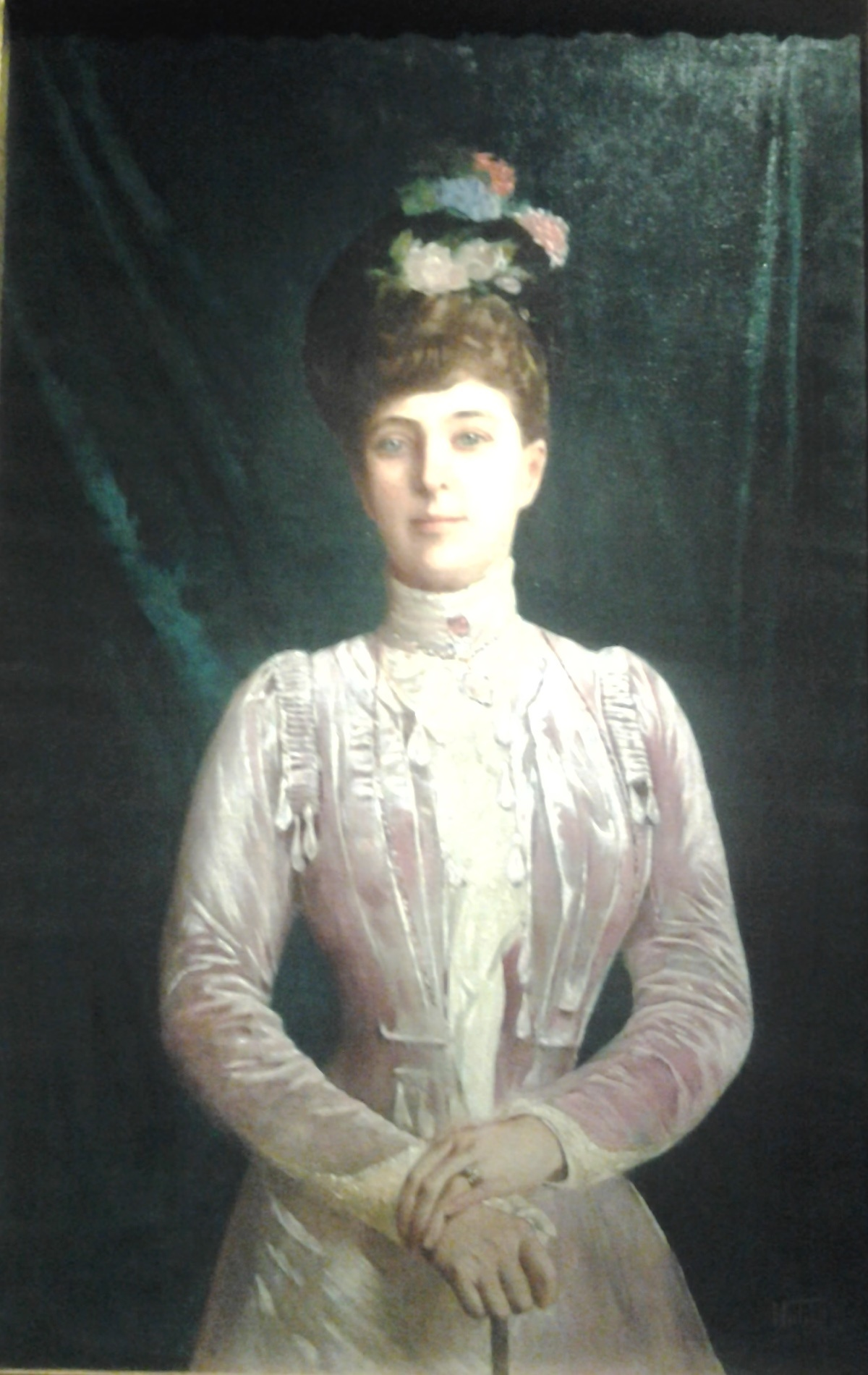
Dame in Rosa (1904)
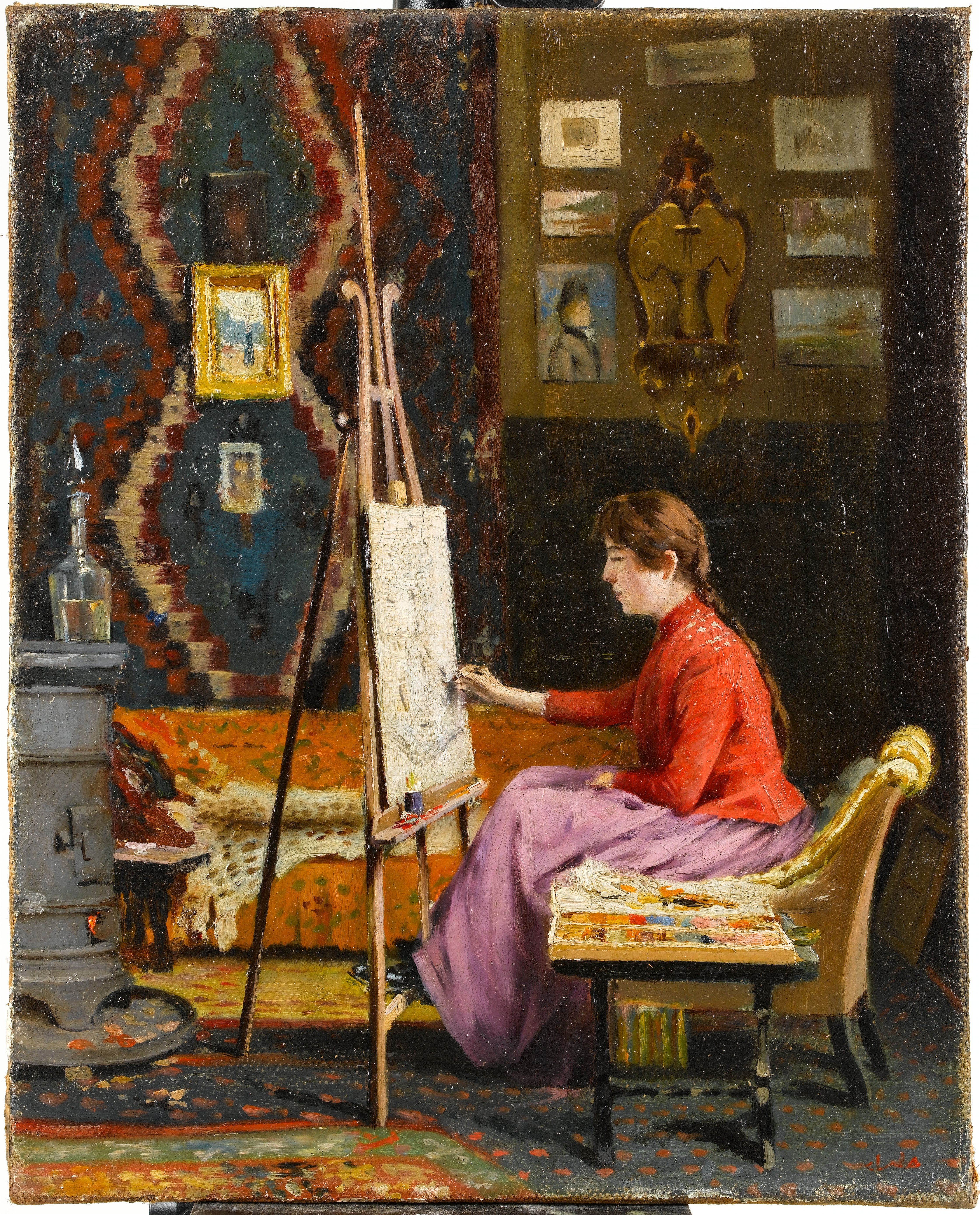
Malerin und ihr Atelier (1939)

## Ausstellungen
- 2009: Travel to the West - 70 Years of Turkish Painting (1860–1930). Sakıp Sabancı Müzesi, Istanbul[4]
- 2011: While a Country is changing – Turkish Painting from the Ottoman Reformation to the Republic, Sakıp Sabancı Müzesi, Istanbul[5]
- 2018: Color Light Vibration – Turkish Impressionists. Arkas Sanat Merkezi, Izmir[6]